# Nicolas Bourbaki

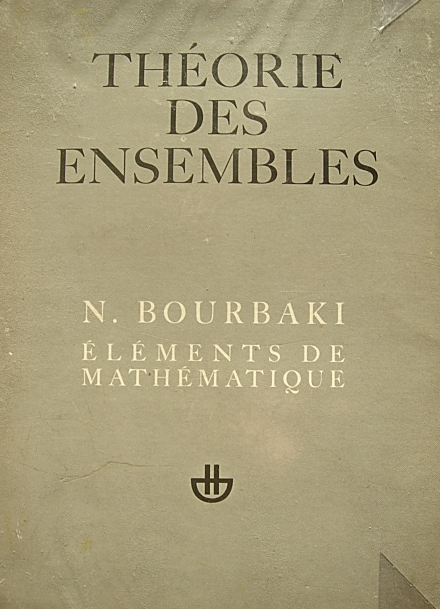
Buchcover, Ausgabe 1970

Nicolas Bourbaki ist das kollektive Pseudonym einer Gruppe (Autorenkollektiv) vorwiegend französischer Mathematiker, die seit 1934 an einem vielbändigen Lehrbuch der Mathematik in französischer Sprache – den Éléments de mathématique – arbeitete und mehrmals jährlich an verschiedenen Orten Frankreichs in Seminaren ihr gemeinsames Buchprojekt vorantrieb. Angeblich arbeitete Bourbaki an der Universität von Nancago (Pseudonym: zusammengezogen aus Nancy und Chicago, den Universitäten, an denen damals einige der führenden Bourbakisten waren, Jean Dieudonné nannte seine Villa in Nizza die Villa Nancago). Die Veröffentlichungen stehen in der Tradition der axiomatischen Begründung der Mathematik.

## Aufgabenstellung
Bourbaki sah es nicht als seine Aufgabe an, neues mathematisches Wissen zu schaffen. Vielmehr sollten bestehende mathematische Erkenntnisse neu aufbereitet und in einen stringenten Zusammenhang gestellt werden. Als Basis diente die an die Schule von David Hilbert angelehnte axiomatische Darstellung der Mengenlehre, an deren überragender Leistungsfähigkeit zur Zeit der Gründung von Bourbaki kein Zweifel bestand.
Aufbau und Notation des Werks der Bourbaki-Gruppe sind außerordentlich rigide. Die Argumentation geht grundsätzlich vom Allgemeinen zum Besonderen. Alles, was gesagt wird, ist aus dem vorher Gesagten begründet. So ist das Referenzsystem in den ersten sechs Büchern absolut linear: Jeder Verweis bezieht sich auf einen früheren Bourbaki-Text. Verweise auf andere Werke werden als überflüssig angesehen.
Das ursprüngliche Ziel war, nur Themen zu behandeln, die für einen systematischen Aufbau der Grundlagen der Mathematik notwendig waren. Ausgeschieden wurden so die Verbandstheorie, die Zahlentheorie und die gesamte angewandte Mathematik. Die Geometrie wird mit der Behandlung der topologischen Vektorräume als erledigt angesehen.
Auf spätere Kritik pädagogischer Mängel der Darstellung entgegnete Bourbaki-Mitglied Pierre Cartier 1997 in einem Interview:
„Das Missverständnis war, dass viele Leute dachten, dass es auch so gelehrt werden sollte, wie es in den Büchern dargestellt war. Man kann sich die ersten Bücher von Bourbaki als eine Enzyklopädie der Mathematik vorstellen, die die gesamte nötige Information enthält. Das ist eine gute Beschreibung. Wenn man es als Lehrbuch betrachtet, ist es eine Katastrophe.“

## Arbeitsweise
Zu den Grundregeln der Gruppe gehörten die anonyme Veröffentlichung unter dem gemeinsamen Pseudonym, die gnadenlose Diskussion jedes Redaktionsvorschlags und das Ausscheiden mit Erreichen des fünfzigsten Lebensjahres. Die Zusammensetzung der Gruppe und ihre Arbeitsweise blieben lange Zeit geheimnisumwittert; erst im Alter begannen die Gründungsmitglieder, öffentlich über Bourbaki zu sprechen. Inzwischen weiß man, dass Jean Dieudonné den größten Anteil am Erstentwurf und an der Endredaktion der erschienenen Bände hatte.
Bei ihren Treffen diskutierte die Gruppe oft sehr heftig Entwürfe einzelner Lehrbuchkapitel, beschloss unzählige Veränderungen und übergab die Manuskripte dann jeweils neuen Autoren zur Weiterbearbeitung. Beim nächsten Treffen war aber niemand mehr an die zuvor gefassten Beschlüsse gebunden; es wurde von neuem kritisiert und eine neue Umarbeitung beschlossen. Jedes Kapitel erfuhr typischerweise zehn Umarbeitungen, die sich über acht bis zwölf Jahre hinzogen. Jedes Mitglied hatte Vetorecht.
Die Mitglieder trafen sich dreimal im Jahr, oft in Hotels auf dem Land und in Urlaubsorten, wobei die Freizeitaktivitäten und Unterkünfte durch die zunehmenden Einkünfte aus den Buchverkäufen finanziert wurden. Die Mitteilungszeitschrift La Tribu diente der Kommunikation innerhalb der Gruppe.

## Ergebnisse
1939 erschien der erste der insgesamt 40 Bände, die wiederum in sechs Bücher zusammengefasst sind:
1. Mengenlehre (Théorie des ensembles)
2. Algebra (Algèbre)
3. Topologie (Topologie générale)
4. Funktionen einer reellen Variablen (Fonctions d’une variable réelle)
5. Topologische Vektorräume (Espaces vectoriels topologiques)
6. Integration (Intégration)

Das entsprach dem allgemeinen Plan von 1939 und noch von 1950 für den ersten Teil (es waren ein Teil IIIb Geometrische Topologie (mit Überdeckungen, Fundamentalgruppe, Faserräumen, Homotopie nach einem Entwurf von Serre) und noch VII Mannigfaltigkeiten, VIII Analytische Funktionen und IX Liegruppen geplant, gefolgt von Teil 2 Kommutative Algebra, Teil 3 Algebraische Topologie und Anwendungen, Teil 4 Funktionalanalysis). Viel weitgehendere Pläne hatte auch ursprünglich Jean Dieudonné zum Beispiel mit einem Entwurf in 27 Büchern 1940 und später regelmäßigen Vorschlägen für weitere Bücher. Die ersten sechs Bücher waren in den 1950er Jahren im Wesentlichen vollständig. Alexander Grothendieck schlug 1957 eine Erweiterung um ein Buch VII (Homologische Algebra), VIII (Elementare Topologie) und IX (Mannigfaltigkeiten) vor und wollte auch die algebraischen Grundlagen erweitern, drang aber mit seinen Plänen nicht durch, da die übrigen Mitglieder fürchteten, so lange Zeit in den Grundlagen festzuhängen. Grothendieck ging dann seinen eigenen Weg und verließ Bourbaki Ende der 1950er Jahre.
Es erschienen noch:
1. Kommutative Algebra (Algèbre commutative)
2. Lie-Gruppen (Groupes et algèbres de Lie)
3. Spektraltheorie (Théories spectrales)
4. Differenzierbare Mannigfaltigkeiten

Als lange Zeit letzter Band kam 1983 die Spektraltheorie (Band IX) hinzu. 1998 erschien das Kapitel 10 der Kommutativen Algebra. 2012 erschien das achte Kapitel (Moduln und halbeinfache Ringe) der Algebra in völliger Neubearbeitung, und 2016 erschien ein neuer Band im Springer Verlag:
- Topologie algébrique (Algebraische Topologie), Kapitel 1 bis 4

Die erfolgreichsten Bände waren die über Liegruppen und kommutative Algebra. Die immer wieder eingestreuten Exkurse zur Mathematikgeschichte gab Jean Dieudonné separat als Bourbakis Eléments d’histoire de mathématique (1960, 1969) heraus. Er schrieb auch eine Übersicht über die moderne Mathematik aus „Bourbakisicht“: Panorama of pure mathematics as seen by Bourbaki 1982.

## Geschichte

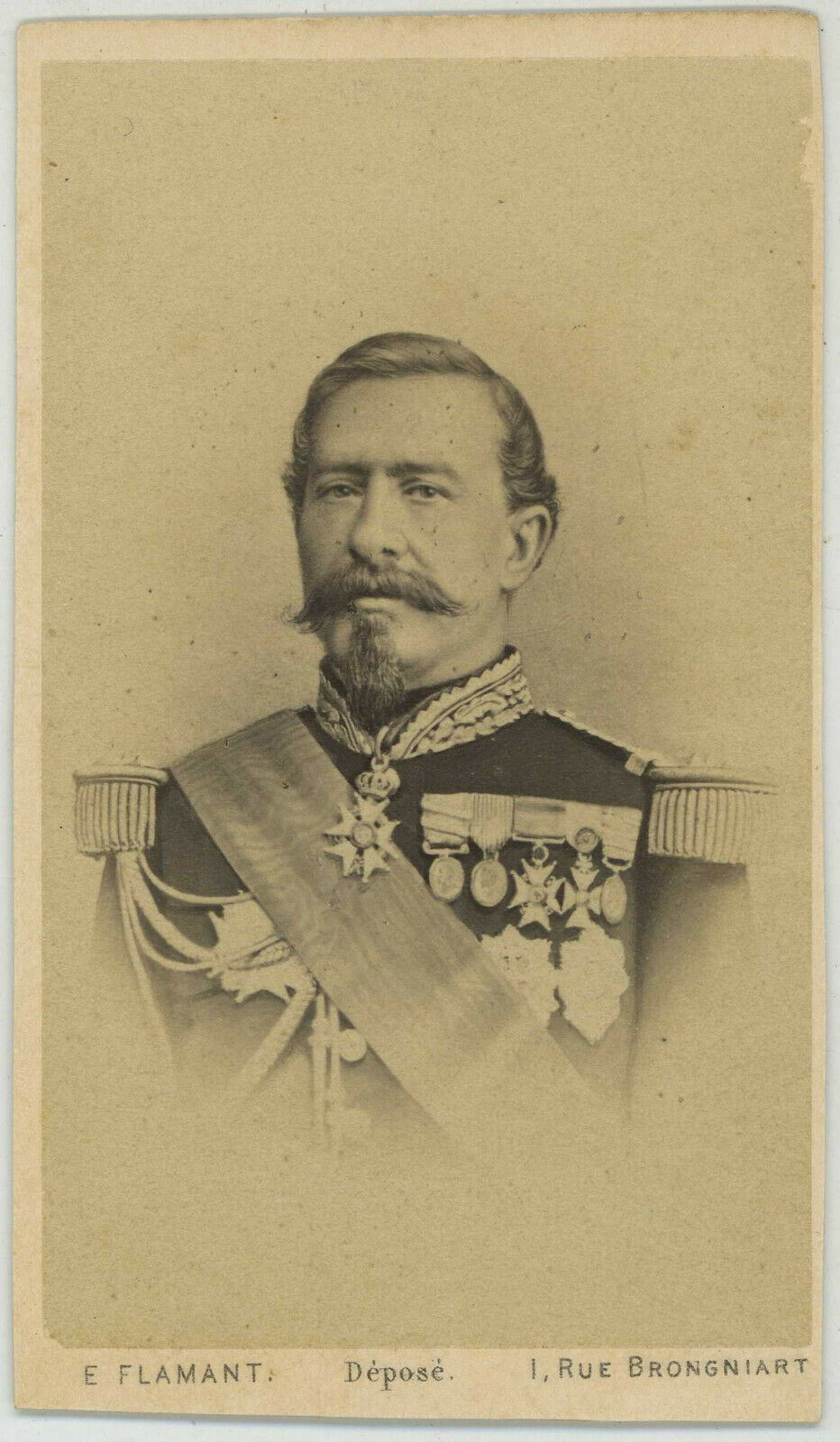
Charles Denis Bourbaki (um 1870)

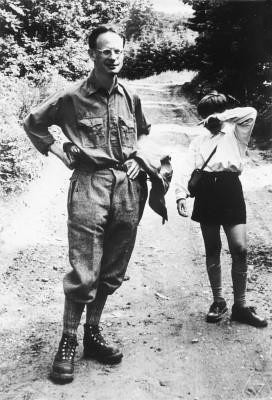
André Weil (1956)

Die sechs Gründungsmitglieder der Gruppe waren Henri Cartan, Claude Chevalley, Jean Delsarte, René de Possel, Jean Dieudonné und André Weil. Sie hatten kurz zuvor die École normale supérieure absolviert und unterrichteten nun an französischen Provinzuniversitäten. In ihrer Unterrichtstätigkeit fanden sie die verfügbaren Lehrbücher inadäquat und hoffnungslos veraltet, insbesondere im Vergleich zu der gleichzeitig blühenden deutschen axiomatischen Schule um David Hilbert und Emmy Noether in Göttingen und Emil Artin in Hamburg, bei denen einige Gründungsmitglieder studiert hatten. Im Zentrum der mathematischen Forschung in Frankreich lag damals die dort traditionell starke Analysis, repräsentiert etwa durch Jacques Hadamard, während Algebra und Zahlentheorie kaum gepflegt wurden. Bei ihren gelegentlichen Treffen beschlossen sie, ein eigenes Lehrbuch der Analysis zu verfassen, und kamen bald darauf zum Schluss, eigentlich die gesamten Grundlagen der Mathematik neu schreiben zu müssen. Ursprünglich schätzten sie, dafür drei Jahre zu benötigen. Tatsächlich dauerte es vier Jahre, bis auch nur das erste Kapitel erschien. Bei einem ihrer ersten Treffen wählte die Gruppe den Namen Bourbaki, nach einem Legende gewordenen Studentenscherz der École Normale Supérieure und indirekt nach General Charles Denis Bourbaki aus dem Deutsch-Französischen Krieg von 1870/71.
Bald nach Gründung der Gruppe wurde Szolem Mandelbrojt hinzugezogen, in den 1940ern Laurent Schwartz, Samuel Eilenberg, Jean Leray (der aber nur kurz Mitglied war) und Jean-Pierre Serre. In späteren Jahren wurde Nachwuchs unter den begabtesten Studenten der Mitglieder rekrutiert: Die jungen Mathematiker nahmen probeweise an einem Treffen der Gruppe teil, wo von ihnen erwartet wurde, aktiv zur Diskussion beizutragen, die oft leidenschaftlich und scheinbar chaotisch geführt wurde. In der zweiten Hälfte des 20. Jahrhunderts gehörten zu Bourbaki außerdem unter anderem Paul Dubreil (kurzzeitig), Jean Coulomb (kurzzeitig), Charles Ehresmann, Pierre Cartier, Pierre Samuel, Alexander Grothendieck, Jacques Dixmier, Jean-Louis Koszul, Roger Godement, Armand Borel, Alain Connes, Serge Lang, François Bruhat, John Tate, Pierre Deligne, Adrien Douady, Bernard Teissier, Michel Demazure, Jean-Louis Verdier, Arnaud Beauville, Daniel Bennequin, Gérard Ben Arous, Jean-Christophe Yoccoz, Charles Pisot, Claude Chabauty, Hyman Bass, Michel Raynaud, Joseph Oesterlé, Guy Henniart, Marc Rosso, Olivier Mathieu, Georges Skandalis, Pierre Julg, Patrick Gérard sowie der Nobelpreisträger für Wirtschaftswissenschaften Gérard Debreu. Sowohl Grothendieck als auch Lang verließen die Gruppe aber vorzeitig wegen Meinungsverschiedenheiten. Allerdings dominierten viele Grothendieck-Schüler ab den 1960er Jahren die Gruppe.
Um die Jahrtausendwende schien es, als ob es keine bedeutenden Veröffentlichungen mehr geben werde. Gegen Ende des zwanzigsten Jahrhunderts sagte Cartier, Bourbaki sei ein Dinosaurier, dessen Kopf zu weit von seinem Schwanz entfernt sei.
Der langsame Verfall der Gruppe hat etliche Gründe, die sich vielleicht so zusammenfassen lassen:
- Bourbaki hat seine Aufgabe erfüllt:
  - Mit den ersten sechs oder acht Büchern wurde die ursprüngliche Aufgabe, die essenziellen Grundlagen der Mathematik aufzuschreiben, erledigt.
  - Inzwischen gibt es, ganz entscheidend unter dem Einfluss von Bourbaki, eine große Auswahl moderner Lehrbücher in axiomatischem Stil.
- Bourbaki ist überholt:
  - Die rigide Schreibweise macht es außerordentlich schwierig, neue mathematische Entwicklungen einzubeziehen. Hinzu kommt, dass sich Bourbaki früh entschieden hatte, dem kategorientheoretischen Aufbau nicht zu folgen, obwohl bedeutende Mitglieder von Bourbaki wie Serre, Cartan und Grothendieck diese und andere Neuerungen (wie Garbentheorie) in den 1950er Jahren mit entwickelt hatten. Bedeutende Mitglieder wie Weil wollten aber die Elemente nicht neu schreiben. Die Kategorientheorie spielte aber eine fundamentale Rolle in der weiteren Entwicklung von algebraischer Geometrie und algebraischer Topologie.
  - Der Anspruch, die gesamte Mathematik in einem geschlossenen System darzustellen, hat sich aus praktischen Gründen als undurchführbar erwiesen. Nach dem Ausscheiden Dieudonnés gab es niemanden mehr, der das gesamte bisher veröffentlichte Korpus wirklich überblickte.

Hinzu kommt, dass es Ende der 1970er Jahre einen langen, unerfreulichen Rechtsstreit mit dem Verleger gab.
Bis heute gibt es die Association des Collaborateurs de Nicolas Bourbaki („Gesellschaft der Mitarbeiter von N. B.“), die dreimal jährlich die berühmten Bourbaki-Seminare (Séminaire Nicolas Bourbaki) organisiert – internationale Konferenzen, an denen gewöhnlich mehr als 200 Mathematiker teilnehmen. Sie finden heute im Institut Henri Poincaré statt.

## Nachwirkung
Der streng logische Stil Bourbakis hat die heutige Mathematik entscheidend mitgeprägt.
Konkret verdanken wir Bourbaki das Zeichen {\displaystyle \varnothing } für die leere Menge, das Zeichen {\displaystyle \Rightarrow } für die Implikation, die Abkürzungen N, Z, Q, R, C für die Mengen der natürlichen, ganzen, rationalen, reellen und komplexen Zahlen (nebst der Schreibweise mit dem doppelten Strich {\displaystyle \mathbb {N} ,\mathbb {Z} ,\mathbb {Q} ,\mathbb {R} ,\mathbb {C} }) sowie die Namen bijektiv, injektiv und surjektiv für Eigenschaften von Funktionen.
In Frankreich beherrscht die Bourbakische Axiomatik häufig noch den gesamten Hochschulunterricht in Mathematik als Haupt- oder Nebenfach; ausländische Beobachter wie Wladimir Igorewitsch Arnold halten diesen dogmatischen Formalismus für ein Verbrechen an den Studenten (“the (I would say criminal) formalization of mathematics and of mathematical education”).
Die Bourbakiströmung griff in den 1960er Jahren auch auf den Schulunterricht über („Neue Mathematik“), wobei einer der Initiatoren Jean Dieudonné war.

## Die Éléments de mathématique

### Französische Ausgaben
Zunächst werden die französischen Ausgaben aufgeführt. Es werden Erstausgaben, Verlage und bearbeitete Neuauflagen angegeben sowie die bei Bourbaki benutzten Nummern. ASI steht für Actualités Scientifiques et Industrielles, eine Reihe von Verlag Hermann. Die französischen Auflagen sind heutzutage bei Springer verfügbar.
- Théorie des ensembles, Mengenlehre (Buch 1)
  - 1939 Fascicule de résultats, Théorie des ensembles, Hermann (Nr. 1, ASI 846), Neuauflagen 1951, 1958
  - 1954 Kapitel 1 (Description de la mathématique formelle), Kapitel 2 (Théorie des ensembles), Hermann (Nr. 17, ASI 1212), Neuauflagen 1960, 1966
  - 1956 Kapitel 3 (Ensembles ordonnés, cardinaux, nombres entiers), Hermann (Nr. 20, ASI 1243), Neuauflage 1963
  - 1956 Kapitel 4 (Structures), Hermann (Nr. 22, ASI 1258), Neuauflage 1966
  - 1970 Kapitel 1 bis 4, Hermann 1970 (Nachdruck 1998)[16]
- Algèbre, Algebra (Buch 2)
  - 1942 Kapitel 1 (Structures algébriques), Hermann (Nr. 4, ASI 934), Neuauflagen 1960, 1966
  - 1947 Kapitel 2 (Algèbre linéaire), Hermann (Nr. 6, ASI 1032), Neuauflage 1962
  - 1948 Kapitel 3 (Algèbres tensorielles, algèbres extérieures, algèbres symmétriques), Hermann (Nr. 7, ASI 1044), Neuauflage 1958
  - 1950 Kapitel 4 (Polynomes et fractions rationelles), 5 (Corps commutatifs), Hermann (Nr. 11, ASI 1102)
  - 1952 Kapitel 6 (Groupes et corps ordonnés), Kapitel 7 (Modules sur les anneaux principaux), Hermann (Nr. 11, ASI 1179)
  - 1958 Kapitel 8 (Modules et anneaux semi-simples), Hermann (Nr. 23, ASI 1261), Neuauflage 1981, völlig überarbeitete Neuauflage Springer 2012
  - 1959 Kapitel 9 (Formes sesquilinéaires et formes quadratiques), Hermann (Nr. 24, ASI 1272)
  - 1970 Neuauflage Algebra Kapitel 1–3 bei Hermann, Nachdruck Springer 2007
  - 1980 Kapitel 10 (Algèbre homologique), Masson (keine Nr.)
  - 1981 Kapitel 4–7, Masson
- Topologie générale, Allgemeine Topologie (Buch 3)
  - 1940 Kapitel 1 (Structures topologiques), 2 (Structures uniformes), Hermann (Nr. 2, ASI 858 und später 1142), Neuauflagen 1950, 1961
  - 1942 Kapitel 3 (Groupes topologiques), 4 (Nombres réels), Hermann (Nr. 3, ASI 916 und später 1143), Neuauflagen 1951, 1960
  - 1947 Kapitel 5 (Groupes à un paramétre), 6 (Espaces numériques et espaces projectifs), 7 (Les groupes additifs {\displaystyle R^{n}}), 8 (Nombres complexes), Hermann (Nr. 5, ASI 1029 und später 1235), Neuauflagen 1955, 1958
  - 1948 Kapitel 9 (Utilisations des nombres réels en topologie générale), Hermann (Nr. 8, ASI 1045), Neuauflage 1958
  - 1949 Kapitel 10 (Espaces foncionelles), Dictionnaire, Hermann (Nr. 10, ASI 1084)
  - 1953 Fascicule des résultats (Nr. 16, ASI 1196)
  - 1971 Kapitel 1–4, Hermann (Nachdruck 1998)
  - 1974 Kapitel 5–10 und Fascicule des résultats, Hermann, Neuauflage Springer 2007
- Fonctions d’une variable réelle – Théorie élémentaire, Funktionen einer reellen Variablen (Buch 4)
  - 1949 Kapitel 1 (Derivées), 2 (Primitives et intégrales), 3 (Fonctions élémentaires), Hermann (Nr. 9, ASI 1074), Neuauflage 1958
  - 1951 Kapitel 4 (Équations différentielles), 5 (Étude locale des fonctions), 6 (Développements tayloriens généralisés; formule sommatoire d’Euler-Maclaurin), 7 (La fonction gamma), Dictionnaire, Hermann (Nr. 12, ASI 1132)
  - 1976 Kapitel 1–7, Hermann, Nachdruck Springer 2006
- Espaces vectoriels topologiques, Topologische Vektorräume (Buch 5)
  - 1953 Kapitel 1 (Espaces vectoriels topologiques sur un corps valué), 2 (Ensembles convexes et espaces localement convexes), Hermann (Nr. 15, ASI 1189), Neuauflage 1966
  - 1955, Kapitel 3 (Espaces d’applications linaires continues), 4 (La dualité dans les espaces vectorielles topologiques), 5 (Espaces hilbertiens, Théorie élémentaire), Dictionnaire, Hermann (Nr. 18, ASI 1229)
  - 1955 Fascicule des résultats (Nr. 19, ASI 1230)
  - 1981 Kapitel 1–5, Masson, Nachdruck Springer 2007
- Intégration, Integration (Buch 6)
  - 1952 Kapitel 1 (Inégalités de convexité), 2 (Espaces de Riesz), 3 (Mesures sur les espaces localement compactes), 4 (Prolongement d’une mesure, Espaces {\displaystyle L^{p}}), Hermann (Nr. 13, ASI 1175), Neuauflage 1965
  - 1956 Kapitel 5 (Intégration des mesures), Hermann (Nr. 21, ASI 1244), Neuauflage 1967
  - 1959 Kapitel 6 (Intégration vectorielle), Hermann, 2. Auflage 1967 (Nr. 25, ASI 1281)
  - 1963 Kapitel 7 (Mesure de Haar), 8 (Convolution et représentations), Hermann (Nr. 29, ASI 1306),
  - 1969 Kapitel 9 (Intégration sur les espaces topologiques séparés), Hermann (Nr. 35, ASI 1343)
- Algèbre commutative, Kommutative Algebra (Buch 7)
  - 1961 Kapitel 1 (Modules plats), 2 (Localisation), Hermann (Nr. 27, ASI 1290)
  - 1961 Kapitel 3 (Graduations, filtrations et topologiques), 4 (Idéaux premieres associés et decomposition primaire), Hermann (Nr. 28, ASI 1293)
  - 1964 Kapitel 5 (Entiers), 6 (Valuations), Hermann (Nr. 30, ASI 1308)
  - 1965 Kapitel 7 (Diviseurs), Hermann (Nr. 31, ASI 1314)
  - 1983 Kapitel 8 (Dimension), 9 (Anneaux locaux noethériens complets), Masson (keine Nr.)
  - 1985 Kapitel 1–4, Masson
  - 1985 Kapitel 5–7, Masson
  - 1998 Kapitel 10 (Profondeur, Régularité, Dualité), Masson (keine Nr.)
- Groupes et algèbres de Lie, Liegruppen und -algebren (Buch 8)
  - 1960 Kapitel 1 (Algèbres de Lie), Hermann (Nr. 26, ASI 1285), Neuauflage 1971
  - 1972 Kapitel 2 (Algèbres de Lie libre), 3 (Groupes de Lie), Hermann (Nr. 36, ASI 1349)
  - 1968 Kapitel 4 (Groupes de Coxeter et systèmes de Tits), 5 (Groupes engendrés par des refléxions), 6 (Systèmes de racines), Hermann (Nr. 34, ASI 1337), Neuauflage Masson 1981
  - 1969 Kapitel 7 (Sous-algèbres de Cartan, éléments réguliers), Kapitel 8 (Algèbres de Lie semi-simples déployées), Hermann (Nr. 38, ASI 1364), Neuauflage 1975, Nachdruck 1998
  - 1982 Kapitel 9 (Groupes de Lie réels compacts), Masson (keine Nr.)
- Théorie spectrales, Spektraltheorie (Buch 9)
  - 1967 Kapitel 1 (Algèbres normées), 2 (Groups localement compacts commutatifs), Hermann (Nr. 32, ASI 1332), Nachdruck Springer 2007, Neuauflage 2019
- Variétés différentielles et analytiques (Fascicule de résultats), Differenzierbare und analytische Mannigfaltigkeiten, Hermann, 1968 (Paragraph 1 bis 7, Nr. 33, ASI 1333), 1971 (Paragraph 8 bis 15, Nr. 36, ASI 1347), Neuauflage 1998 und Springer 2007 (Buch 10)
- Algèbre Topologique, Algebraische Topologie
  - 2016 Kapitel 1 (Revêtements), 2 (Groupoïdes), 3 (Homotopie et groupoïde de Poincaré), 4 (Espaces délaçables), Springer
- Éléments d’histoire de mathématique (Zusammenfassung der historischen Einleitungen der Bände), Hermann 1960, 2. Auflage 1969, 3. Auflage 1974, Nachdruck Masson 1984

### Englische Übersetzungen und Ausgaben
Die folgenden Übersetzungen sind im Springer Verlag als Nachdrucke verfügbar. Die ISBNs beziehen sich auf die Softcovervarianten. Teilweise existieren E-Book-Ausgaben. Die Reihenfolge der sechs „Kernbücher“ I–VI ist in der Liste 1–9, siehe auch Rezension und Analyse von S. K. Berberian (Weblinks). Die Reihe bei Springer ist unter Elements of Mathematics zu finden.

#### Kernbücher (I-VI)
1. Nicolas Bourbaki: Theory of Sets. Springer Berlin Heidelberg, Berlin, Heidelberg 2004, ISBN 3-540-22525-0 (Online [abgerufen am 28. März 2022]).
2. Nicolas Bourbaki: Algebra I. Softcover ed. of the 2. print., [Nachdr.]. Springer, Berlin Heidelberg 2009, ISBN 978-3-540-64243-5.
3. Nicolas Bourbaki: Algebra II. Springer Berlin Heidelberg, Berlin, Heidelberg 2003, ISBN 3-540-00706-7 (Online [abgerufen am 28. März 2022]).
4. Nicolas Bourbaki: General Topology I. Springer Berlin Heidelberg, Berlin, Heidelberg 1995, ISBN 3-540-64241-2 (Online [abgerufen am 28. März 2022]).
5. Nicolas Bourbaki: General Topology II. Softcover ed., [Nachdr.]. Springer, Berlin Heidelberg 1998, ISBN 3-540-42338-9.
6. Nicolas Bourbaki: Functions of a Real Variable. Springer Berlin Heidelberg, Berlin, Heidelberg 2004, ISBN 3-642-63932-1 (Online [abgerufen am 28. März 2022]).
7. Nicolas Bourbaki: Topological Vector Spaces. Springer Berlin Heidelberg, Berlin, Heidelberg 1987, ISBN 3-540-42338-9 (Online [abgerufen am 28. März 2022]).
8. Nicolas Bourbaki: Integration I. Springer Berlin Heidelberg, Berlin, Heidelberg 2004, ISBN 3-642-63930-5 (Online [abgerufen am 28. März 2022]).
9. Nicolas Bourbaki: Integration II. Springer Berlin Heidelberg, Berlin, Heidelberg 2004, ISBN 3-642-05821-3 (Online [abgerufen am 28. März 2022]).

#### Folgebücher
1. Nicolas Bourbaki: Commutative algebra. Softcover ed. of the 2. print. 1989. Springer, Berlin Heidelberg 1998, ISBN 3-540-64239-0.
2. Nicolas Bourbaki: Lie groups and lie algebras I. Softcover ed., [Nachdr.]. Springer, Berlin Heidelberg 1998, ISBN 3-540-64242-0.
3. Nicolas Bourbaki: Lie groups and lie algebras II. 1. softcover print. of the 1. English ed. of 2002. Springer, Berlin, Heidelberg 2008, ISBN 978-3-540-69171-6.
4. Nicolas Bourbaki: Lie groups and Lie algebras III. 1. softcover print. of the 1. English ed. of 2005. Springer, Berlin Heidelberg 2008, ISBN 978-3-540-68851-8.

#### Folgebücher nur in Französisch
1. Nicolas Bourbaki: Théories spectrales. Springer Berlin Heidelberg, Berlin, Heidelberg 2007, ISBN 978-3-540-35330-0 (Online [abgerufen am 28. März 2022]).
2. Nicolas Bourbaki: Variétés différentielles et analytiques. Springer Berlin Heidelberg, Berlin, Heidelberg 2007, ISBN 978-3-540-34396-7 (Online [abgerufen am 28. März 2022]).

#### Andere
1. Nicolas Bourbaki: Elements of the history of mathematics. Springer-Verlag, Berlin; New York 1994, ISBN 0-387-19376-6.

### Deutsche Ausgaben
- Nicolas Bourbaki: Elemente der Mathematikgeschichte (= Studia Mathematica: Mathematische Lehrbücher). Vandenhoeck & Ruprecht, Göttingen 1994, ISBN 3-525-40132-9.

## Von Bourbaki veröffentlichte Aufsätze
- 1935: Sur un théorème de Carathéodory et la mesure dans les espaces topologiques. In: Comptes Rendus de l’Académie des Sciences de Paris. 201, 1309–1311 (von André Weil)
- 1938: Sur les espaces de Banach. In: Comptes Rendus de l’Académie des Sciences de Paris. Band 206, S. 1701–1704 (von Jean Dieudonné)
- 1939: Note de tératopologie II. In: Revue scientifique. (genannt Revue rose), S. 180–181 (von N. Bourbaki und J. Dieudonné, der erste Artikel der Reihe war von Dieudonné, der dritte von Dieudonné und Henri Cartan)
- 1941: Espaces minimaux et espaces complètement séparés. In: Comptes Rendus de l’Académie des Sciences de Paris. Band 212, S. 215–218 (von Jean Dieudonné oder André Weil)[18]
- 1948: L’architecture des mathématiques. In: François Le Lionnais (Hrsg.): Les grands courants de la pensée mathématique. Actes Sud, Paris, Collection L’humanisme scientifique de demain. S. 35–47 (von Jean Dieudonné)
- 1949: Foundations of Mathematics for the Working Mathematician. In: Journal of Symbolic Logic. Band 14, S. 1–8 (von André Weil)
- 1949: Sur le théorème de Zorn. In: Archiv der Mathematik. Band 2, S. 433–437 (von Henri Cartan oder Jean Dieudonné)[19]
- 1951: Sur certains espaces vectoriels topologiques. In: Annales de l’Institut Fourier. Band 3, S. 3, 5–16 (von Jean Dieudonné und Laurent Schwartz)

## Referenzen in Popkultur
Bourbaki wird im Lied Morph aus dem Album Trench des Duos Twenty One Pilots erwähnt. Das Lied Nico and the Niners aus dem gleichen Album ist ebenfalls eine Anspielung auf Bourbaki.